# Leucobryum mayottense
Leucobryum mayottense är en bladmossart som beskrevs av Jules Cardot 1901. Leucobryum mayottense ingår i släktet Leucobryum och familjen Dicranaceae. Inga underarter finns listade i Catalogue of Life.